# Himantura krempfi
Himantura krempfi är en rockeart som först beskrevs av Paul Chabanaud 1923.  Himantura krempfi ingår i släktet Himantura och familjen spjutrockor. Inga underarter finns listade i Catalogue of Life.